# Okręg wyborczy Hamilton North and Bellshill
Okręg wyborczy Hamilton North and Bellshill powstał w 1997 r. i wysyłał do brytyjskiej Izby Gmin jednego deputowanego. Okręg został zniesiony w 2005 r.

## Deputowani do brytyjskiej Izby Gmin z okręgu Hamilton North and Bellshill
- 1997–2005: John Reid, Partia Pracy